# Mordwiński Obwód Autonomiczny
Mordwiński Obwód Autonomiczny, Mordwiński OA (ros. Мордовская автономная область, mordwiński Эрзя-Мокшонь область) – obwód autonomiczny w Związku Radzieckim, istniejący w latach 1928−1934, wchodzący w skład Rosyjskiej Federacyjnej Socjalistycznej Republiki Radzieckiej.
Mordwiński OA został utworzony 16 lipca 1928 r. Tworzenie autonomicznych jednostek terytorialnych dla mniejszości narodowych było częścią polityki tzw. korienizacji, tj. przyznawania autonomii mniejszościom narodowym zamieszkującym obszary dawnego Imperium, poprzednio dyskryminowanym i rusyfikowanym przez carat. 20 grudnia 1934 r. zmieniono status tej autonomicznej jednostki administracyjnej – podniesiono jej rangę i poszerzono zakres autonomii, tworząc Mordwińską Autonomiczną Socjalistyczną Republikę Radziecką.
 Informacje nt. położenia, gospodarki, historii, ludności itd. Mordwińskiego Obwodu Autonomicznego znajdują się w: artykule poświęconym Republice Mordowii, jak obecnie nazywa się rosyjska jednostka polityczno-administracyjna, będąca kontynuacją Obwodu